# Ovella Xao
Ovella Xao és un grup de música català nascut a Sabadell l'any 2014, que fa música festiva. En formen part Pol Mòdol (veu), Aniol Riba (veu), Pau Mas (guitarra i veus), Josep Puig (baix), Arnau Marquina (teclat), Miquel Bonmassip (bateria), Aleix Herraiz (trombó) i Sergi Montcada (trompeta). El nom del grup és un joc amb l'himne popularBella ciao, després d'uns primers temps en què tocaven amb el nom de DS21, una etapa molt experimental per a ells. Toquen música per ser tocada en directe, però sense renunciar a estils com l'ska o el reggae.

## Discografia
- Trempera matinera (autoeditat, 2014)
- #Pastureig (autoeditat, 2016)
- Cant corral (Barcelona Animació, 2018)